# Ernestine Albertine du Bost du Pont d'Oye
Ernestine Albertine du Pont d'Oye , née le 3 août 1756, est issue d’une famille noble du duché de Luxembourg, les du Bost-Moulin.

## Famille
La famille du Bost-Moulin, dont descend Ernestine Albertine par son père, Christophe-Charles (1714-1785), est originaire du Forez, dans le Lyonnais, en France. Cette famille s’installa  dans le duché de Luxembourg au XVIIe siècle lorsque Gaspar du Bost-Moulin, trisaïeul d’Ernestine Albertine, racheta la seigneurie d’Esch-sur-Sûre. Christophe-Charles du Bost-Moulin, fut adopté, en 1733 par son parrain, François-Laurent de Raggi, Marquis du Pont d'Oye, célibataire et sans héritier. À la mort de celui-ci, le 3 février 1742, il hérita donc de l’imposante et riche seigneurie du Pont d'Oye, (également écrit Pont d’Oie), comprenant notamment, outre le château construit en 1652, plusieurs forges (des Epioux, du Pont d'Oye, de Chamleux, du Prince,….) et fourneaux, des usines, une platinerie, des terres,…..A l’époque en effet, le bassin de la Rulles, offrant d’importantes ressources en bois, eau et minerai, connaissait une spectaculaire prospérité et les usines métallurgiques (forges, platineries, fourneaux,…) tournaient à plein rendement.
Le 3 mai 1742, Christophe-Charles épousa Louise Thérèse de Lambertye (1720-1773), une noble française élevée à la cour du roi Stanislas Leszczynski à Lunéville et à Nancy,. De cette union naquirent 8 enfants,[réf. à confirmer] :
- Stanislas Charles du Bost (1743-1815), dont le parrain était l'ex-roi de Pologne Stanislas, duc de Lorraine
- Marguerite Charlotte Thérèse du Bost  (1744- ?)
- Charles Philippe du Bost (1745-1801?)[12]
- Camille Joseph du Bost (1746-1825), qui prit le nom de Lambertye à la place de du Bost.
- Conrard Maurice Ange du Bost (1747- c.1820)[13]
- Louise Françoise Victoire (ou Victorine) du Bost (1748- ?)
- Françoise Thérèse Catherine du Bost (1750- ?)
- Ernestine-Albertine du Bost dite Charlotte Albertine dite Titine (1756- ?)

Le 16 octobre 1748, Christophe-Charles du Bost-Moulin est fait marquis du Pont d'Oye par l’Impératrice Marie-Thérèse d'Autriche,.
Les multiples mondanités (plus tard montées en épingle par la rumeur publique) que la marquise organise au domaine puisent profondément dans la trésorerie familiale. Au fil des ans, le domaine est largement démembré, et le couple, acculé par les dettes, se sépare en 1762, la marquise restant à Habay et son époux partant chercher du travail à Montigny-sur-Chiers

## Biographie
Ernestine (Charlotte) Albertine du Bost du Pont d'Oye naquit le 3 août 1756, à Habay (Anlier). Il est rapporté qu’en 1771, alors âgée de 15 ans, elle aurait obtenu une prébende à Andenne sur Meuse et serait devenue chanoinesse de Sainte-Begge. Toutefois, des sources plus fiables ne font mention d’une prébende à Andenne à la même époque, que pour sa sœur Marguerite-Charlotte-Thérèse. D’écrits de Pierre Nothomb, il ressort qu’une demande de prébende pour Albertine est également introduite en 1771, à force d’intrigues menées par sa mère et l’abbé Pagès, personnage qualifié de peu scrupuleux,. Les manigances n’aboutiront cependant pas et Albertine restera aux côtés de sa mère jusqu’au décès de celle-ci en 1773. Elle aurait résidé à Habay, et vraisemblablement pour partie au Pont d'Oye, et aurait effectué plusieurs voyages au Luxembourg ou vers Metz avec sa mère. Dans son roman « La dernière marquise du Pont d'Oye », Léon Wocquier dresse quant à lui le portrait, sans doute romancé, d’une enfant puis d’une jeune fille qui prodigue grand soin à sa mère, laquelle l’obligera toutefois à partir avec son frère Maurice vers Montigny-sur-Chiers alors qu’elle est âgée de 17 ans, afin de chercher un mari et d’échapper à la disgrâce qui frappe la marquise ruinée.
Après la mort de sa mère, il devient difficile d’encore suivre sa trace. Des correspondances recueillies par Pierre Nothomb parlent d’elle comme résidant à Habay avec son père le marquis, en février ou mars 1774 puis comme « reléguée »  dans un couvent à Luxembourg où elle ferait pénitence d’actes et de dépravations cependant peu précisés. On ne sait combien de temps elle resta ainsi cloîtrée. En 1785 et 1790, elle aurait résidé à Pont-à-Mousson. Elle est mentionnée comme célibataire en 1790. D’autres documents tendent plutôt à montrer qu’elle serait retournée au Pont d'Oye où elle aurait « mené une vie fort peu édifiante » et qu’en 1790, une fois le château vendu, elle serait alors allée vivre chez sa sœur à Pont-à-Mousson. Au sujet de sa mort, les informations divergent une fois encore. En effet, selon certains, elle aurait quitté Pont-à-Mousson et aurait rejoint une communauté religieuse à Luxembourg où elle semblerait être décédée tandis que selon d’autres, elle serait décédée « à la fleur de l’âge » à Pont-à-Mousson chez sa sœur aînée,.

## Armes
Les armes de la famille du Bost-Moulin dont Ernestine Albertine du Bost du Pont d'Oye est l’une des dernières descendantes (il n’y en a actuellement plus) sont « D’or au chêne au naturel englanté d’or, au sanglier issant de derrière le chêne ». L’anoblissement de Christophe-Charles du Bost-Moulin en tant que Marquis du Pont d'Oye ajoutera aux armes une couronne de marquis ainsi que, en tant que support, « deux lions d’or armés et lampassés de gueules ».

## Château
Ruinés, les enfants du Bost seront contraints de vendre le château le 5 mars 1790 au duc de Corswarem-Looz,,, cinq ans après la mort de Christophe-Charles du Pont d'Oye, lequel château sera détruit la même année au cours des troubles de la Révolution française.
Il sera reconstruit en 1820 par le baron de Vauthier Baillamont, pour passer ensuite aux mains de Constant d'Hoffschmidt. Il est, de 1932 à 2019, propriété de la famille Nothomb.
Seuls subsistent du bâtiment originaire le porche d’entrée et les dépendances y attenantes.